# Премия «Ника» за лучшую режиссёрскую работу

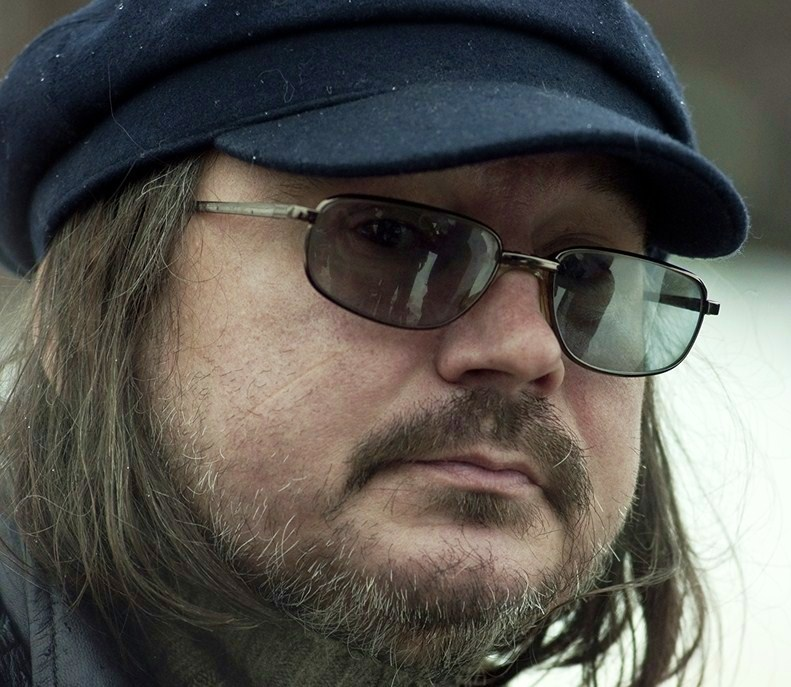
Алексей Балабанов был номинирован на премию рекордные 6 раз

Премия «Ника» за лучшую режиссёрскую работу вручается ежегодно Российской академией кинематографических искусств. Номинация существует с момента учреждения премии и впервые награды в этой категории вручались в 1988 году (за 1987). 
Ниже перечислены лауреаты и номинанты.
Дважды премию получали сразу два человека: в 1990 году у фильма «Ашик-Кериб» было два режиссёра — Сергей Параджанов и Давид Абашидзе, а в 1999 году Алексей Балабанов и Отар Иоселиани получили премию за разные фильмы.
Из 28 номинаций 21 раз были номинированы по три режиссёрские работы, 5 раз — четыре, 2 раза — пять.
8 режиссёров были удостоены премии дважды. Рогожкин, Бодров и Герман-ст. выигрывали оба раза, когда номинировались:
- Александр Рогожкин (1996 и 2003)
- Кира Муратова (1995 и 2005)
- Сергей Бодров-старший (1997 и 2008)
- Алексей Герман-младший (2006 и 2009)
- Александр Сокуров (2002 и 2013)
- Алексей Герман-старший (2000 и 2015)
- Станислав Говорухин (1991 и 2016)
- Андрей Кончаловский (1989 и 2017)

По числу номинаций лидирует Алексей Балабанов — 6 (1997, 1999, 2003, 2008, 2011 и 2013).
Пять режиссёров были номинированы на премию по 4 раза (жирным курсивом выделены года, по итогам которых они выиграли):
- Кира Муратова (1988, 1991, 1995 и 2005),
- Вадим Абдрашитов (1990, 1996, 1998 и 2004),
- Валерий Тодоровский (1995, 1999, 2003 и 2009),
- Андрей Звягинцев (2004, 2012, 2015, 2018),
- Алексей Герман-младший (2006, 2009, 2016, 2019)

## Список лауреатов и номинантов

### 1980-е
| Год  | Победитель          | Фильм                  | Номинанты           | Фильмы                                         | Примечания                                                 |
| 1988 | Тенгиз Абуладзе     | «Покаяние»             | Кира Муратова       | «Долгие проводы»                               | «Долгие проводы» — фильм 1971 года                         |
| 1988 | Тенгиз Абуладзе     | «Покаяние»             | Александр Сокуров   | «Одинокий голос человека»                      | «Долгие проводы» — фильм 1971 года                         |
| 1989 | Андрей Кончаловский | «История Аси Клячиной» | Александр Аскольдов | «Комиссар»                                     | «История Аси Клячиной» и «Комиссар» были сняты в 1967 году |
| 1989 | Андрей Кончаловский | «История Аси Клячиной» | Василий Пичул       | «Маленькая Вера»                               | «История Аси Клячиной» и «Комиссар» были сняты в 1967 году |
| 1990 | Давид Абашидзе      | «Ашик-Кериб»           | Вадим Абдрашитов    | «Слуга»                                        |                                                            |
| 1990 | Сергей Параджанов   | «Ашик-Кериб»           | Марина Голдовская   | «Власть соловецкая. Свидетельства и документы» |                                                            |

### 1990-е
| Год  | Победитель          | Фильм                            | Номинанты               | Фильмы                          | Примечания                                                      |
| 1991 | Станислав Говорухин | «Так жить нельзя»                | Кира Муратова (2)       | «Астенический синдром»          | Говорухин получил премию за документальный фильм                |
| 1991 | Станислав Говорухин | «Так жить нельзя»                | Виталий Каневский       | «Замри — умри — воскресни!»     | Говорухин получил премию за документальный фильм                |
| 1992 | Эльдар Рязанов      | «Небеса обетованные»             | Вячеслав Криштофович    | «Ребро Адама»                   |                                                                 |
| 1992 | Эльдар Рязанов      | «Небеса обетованные»             | Карен Геворкян          | «Пегий пёс, бегущий краем моря» |                                                                 |
| 1993 | Никита Михалков     | «Урга — территория любви»        | Теймураз Баблуани       | «Солнце неспящих»               |                                                                 |
| 1993 | Никита Михалков     | «Урга — территория любви»        | Иван Дыховичный         | «Прорва»                        |                                                                 |
| 1994 | Владимир Хотиненко  | «Макаров»                        | Юрий Мамин              | «Окно в Париж»                  |                                                                 |
| 1994 | Владимир Хотиненко  | «Макаров»                        | Тамаш Тот               | «Дети чугунных богов»           |                                                                 |
| 1995 | Кира Муратова       | «Увлеченья»                      | Валерий Тодоровский     | «Подмосковные вечера»           | 3-я номинация и 1-я победа Муратовой                            |
| 1995 | Кира Муратова       | «Увлеченья»                      | Денис Евстигнеев        | «Лимита»                        | 3-я номинация и 1-я победа Муратовой                            |
| 1996 | Александр Рогожкин  | «Особенности национальной охоты» | Вадим Абдрашитов (2)    | «Пьеса для пассажира»           | Было номинировано 4 режиссёра                                   |
| 1996 | Александр Рогожкин  | «Особенности национальной охоты» | Алексей Сахаров         | «Барышня-крестьянка»            | Было номинировано 4 режиссёра                                   |
| 1996 | Александр Рогожкин  | «Особенности национальной охоты» | Владимир Хотиненко      | «Мусульманин»                   | Было номинировано 4 режиссёра                                   |
| 1997 | Сергей Бодров-ст.   | «Кавказский пленник»             | Алексей Балабанов       | «Прибытие поезда»               | «Прибытие поезда» — киноальманах из 4-х короткометражных новелл |
| 1997 | Сергей Бодров-ст.   | «Кавказский пленник»             | Дмитрий Месхиев         | «Прибытие поезда»               | «Прибытие поезда» — киноальманах из 4-х короткометражных новелл |
| 1998 | Павел Чухрай        | «Вор»                            | Вадим Абдрашитов (3)    | «Время танцора»                 | 3-я номинация для Абдрашитова                                   |
| 1998 | Павел Чухрай        | «Вор»                            | Лидия Боброва           | «В той стране»                  | 3-я номинация для Абдрашитова                                   |
| 1999 | Алексей Балабанов   | «Про уродов и людей»             | Валерий Тодоровский (2) | «Страна глухих»                 | Было номинировано 5 режиссёров                                  |
| 1999 | Алексей Балабанов   | «Про уродов и людей»             | Карен Шахназаров        | «День полнолуния»               | Было номинировано 5 режиссёров                                  |
| 1999 | Отар Иоселиани      | «Разбойники. Глава VII»          | Алексей Сахаров (2)     | «На бойком месте»               | Было номинировано 5 режиссёров                                  |
| 2000 | Алексей Герман-ст.  | «Хрусталёв, машину!»             | Валерий Огородников     | «Барак»                         |                                                                 |
| 2000 | Алексей Герман-ст.  | «Хрусталёв, машину!»             | Валерий Приёмыхов       | «Кто, если не мы»               |                                                                 |

### 2000-е
| Год  | Победитель             | Фильм                                                        | Номинанты               | Фильмы                               | Примечания                              |
| 2001 | Бахтиёр Худойназаров   | «Лунный папа»                                                | Алексей Учитель         | «Дневник его жены»                   |                                         |
| 2001 | Бахтиёр Худойназаров   | «Лунный папа»                                                | Сергей Соловьёв         | «Нежный возраст»                     |                                         |
| 2002 | Александр Сокуров      | «Телец»                                                      | Леонид Марягин          | «101-й километр»                     | Было номинировано 5 режиссёров          |
| 2002 | Александр Сокуров      | «Телец»                                                      | Александр Митта         | «Граница. Таёжный роман»             | Было номинировано 5 режиссёров          |
| 2002 | Александр Сокуров      | «Телец»                                                      | Дмитрий Месхиев (2)     | «Механическая сюита»                 | Было номинировано 5 режиссёров          |
| 2002 | Александр Сокуров      | «Телец»                                                      | Денис Евстигнеев (2)    | «Займёмся любовью»                   | Было номинировано 5 режиссёров          |
| 2003 | Александр Рогожкин (2) | «Кукушка»                                                    | Алексей Балабанов (3)   | «Война»                              | Рогожкин стал первым, победившим дважды |
| 2003 | Александр Рогожкин (2) | «Кукушка»                                                    | Валерий Тодоровский (3) | «Любовник»                           | Рогожкин стал первым, победившим дважды |
| 2004 | Вадим Абдрашитов       | «Магнитные бури»                                             | Андрей Звягинцев        | «Возвращение»                        | 4-я номинация и 1-я победа Абдрашитова  |
| 2004 | Вадим Абдрашитов       | «Магнитные бури»                                             | Пётр Буслов             | «Бумер»                              | 4-я номинация и 1-я победа Абдрашитова  |
| 2004 | Вадим Абдрашитов       | «Магнитные бури»                                             | Геннадий Сидоров        | «Старухи»                            | 4-я номинация и 1-я победа Абдрашитова  |
| 2005 | Кира Муратова (2)      | «Настройщик»                                                 | Павел Чухрай            | «Водитель для Веры»                  | 4-я номинация и 2-я победа Муратовой    |
| 2005 | Кира Муратова (2)      | «Настройщик»                                                 | Дмитрий Месхиев (3)     | «Свои»                               | 4-я номинация и 2-я победа Муратовой    |
| 2006 | Алексей Герман-мл.     | «Garpastum»                                                  | Фёдор Бондарчук         | «9 рота»                             |                                         |
| 2006 | Алексей Герман-мл.     | «Garpastum»                                                  | Андрей Кравчук          | «Итальянец»                          |                                         |
| 2007 | Павел Лунгин           | «Остров»                                                     | Борис Хлебников         | «Свободное плавание»                 |                                         |
| 2007 | Павел Лунгин           | «Остров»                                                     | Александр Велединский   | «Живой»                              |                                         |
| 2008 | Сергей Бодров-ст. (2)  | «Монгол»                                                     | Алексей Балабанов (4)   | «Груз 200»                           | 2-я победа Сергея Бодрова-старшего      |
| 2008 | Сергей Бодров-ст. (2)  | «Монгол»                                                     | Алексей Попогребский    | «Простые вещи»                       | 2-я победа Сергея Бодрова-старшего      |
| 2009 | Алексей Герман мл. (2) | «Бумажный солдат»                                            | Михаил Калатозишвили    | «Дикое поле»                         | 2-я за 4 года победа Германа-младшего   |
| 2009 | Алексей Герман мл. (2) | «Бумажный солдат»                                            | Валерий Тодоровский (4) | «Стиляги»                            | 2-я за 4 года победа Германа-младшего   |
| 2010 | Андрей Хржановский     | «Полторы комнаты, или Сентиментальное путешествие на родину» | Николай Досталь         | «Петя по дороге в Царствие Небесное» |                                         |
| 2010 | Андрей Хржановский     | «Полторы комнаты, или Сентиментальное путешествие на родину» | Карен Шахназаров (2)    | «Палата № 6»                         |                                         |
| 2010 | Андрей Хржановский     | «Полторы комнаты, или Сентиментальное путешествие на родину» | Алексей Мизгирёв        | «Бубен, барабан»                     |                                         |

### 2010-е
| Год  | Победитель              | Фильм                     | Номинанты               | Фильмы                                    | Примечания                                          |
| 2011 | Алексей Попогребский    | «Как я провёл этим летом» | Алексей Балабанов (5)   | «Кочегар»                                 | Пятая номинация Балабанова                          |
| 2011 | Алексей Попогребский    | «Как я провёл этим летом» | Александр Котт          | «Брестская крепость»                      | Пятая номинация Балабанова                          |
| 2011 | Алексей Попогребский    | «Как я провёл этим летом» | Алексей Учитель (2)     | «Край»                                    | Пятая номинация Балабанова                          |
| 2012 | Андрей Звягинцев        | «Елена»                   | Андрей Смирнов          | «Жила-была одна баба»                     |                                                     |
| 2012 | Андрей Звягинцев        | «Елена»                   | Сергей Лобан            | «Шапито-шоу»                              |                                                     |
| 2013 | Александр Сокуров (2)   | «Фауст»                   | Алексей Балабанов (6)   | «Я тоже хочу»                             | Рекордная шестая номинация Балабанова               |
| 2013 | Александр Сокуров (2)   | «Фауст»                   | Андрей Прошкин          | «Орда»                                    | Рекордная шестая номинация Балабанова               |
| 2014 | Александр Велединский   | «Географ глобус пропил»   | Фёдор Бондарчук         | «Сталинград»                              |                                                     |
| 2014 | Александр Велединский   | «Географ глобус пропил»   | Юрий Быков              | «Майор»                                   |                                                     |
| 2014 | Александр Велединский   | «Географ глобус пропил»   | Борис Хлебников         | «Долгая счастливая жизнь»                 |                                                     |
| 2015 | Алексей Герман-ст. (2)  | «Трудно быть богом»       | Андрей Звягинцев (3)    | «Левиафан»                                | Герману-старшему премия была присуждена посмертно   |
| 2015 | Алексей Герман-ст. (2)  | «Трудно быть богом»       | Андрей Кончаловский (2) | «Белые ночи почтальона Алексея Тряпицына» | Герману-старшему премия была присуждена посмертно   |
| 2016 | Станислав Говорухин (2) | «Конец прекрасной эпохи»  | Алексей Герман-мл. (3)  | «Под электрическими облаками»             |                                                     |
| 2016 | Станислав Говорухин (2) | «Конец прекрасной эпохи»  | Анна Меликян            | «Про любовь»                              |                                                     |
| 2016 | Станислав Говорухин (2) | «Конец прекрасной эпохи»  | Василий Сигарев         | «Страна ОЗ»                               |                                                     |
| 2017 | Андрей Кончаловский (2) | «Рай»                     | Николай Досталь (2)     | «Монах и бес»                             | 2-я победа Кончаловского спустя 28 лет после первой |
| 2017 | Андрей Кончаловский (2) | «Рай»                     | Кирилл Серебренников    | «Ученик»                                  | 2-я победа Кончаловского спустя 28 лет после первой |
| 2018 | Борис Хлебников         | «Аритмия»                 | Кантемир Балагов        | «Теснота»                                 |                                                     |
| 2018 | Борис Хлебников         | «Аритмия»                 | Андрей Звягинцев (4)    | «Нелюбовь»                                |                                                     |
| 2019 | Кирилл Серебренников    | «Лето»                    | Алексей Герман-мл. (4)  | «Довлатов»                                |                                                     |
| 2019 | Кирилл Серебренников    | «Лето»                    | Наташа Меркулова        | «Человек, который удивил всех»            |                                                     |
| 2019 | Кирилл Серебренников    | «Лето»                    | Алексей Чупов           | «Человек, который удивил всех»            |                                                     |
| 2019 | Кирилл Серебренников    | «Лето»                    | Алексей Федорченко      | «Война Анны»                              |                                                     |